# James Aloysius Hickey
James Aloysius Hickey (11 de outubro de 1920 - 24 de outubro de 2004) foi um cardeal americano da Igreja Católica Romana . Ele serviu como arcebispo de Washington de 1980 a 2000, e foi elevado ao cardinalato em 1988.

## Início da vida e ministério
James Hickey nasceu em Midland , Michigan , filho de James e Agnes (née Ryan) Hickey; ele tinha uma irmã mais velha, Marie. Seu pai era um dentista que, durante a Grande Depressão , atendia pacientes que não podiam pagar pelo tratamento odontológico . Aos 13 anos, ele entrou no Seminário Menor São José , em Grand Rapids . Ele se graduou como orador do Seminário Maior do Sagrado Coração em Detroit em 1942, também provendo cuidado pastoral aos trabalhadores migrantes.durante seus estudos. Ele frequentou a Universidade Católica da América em Washington, DC Hickey foi ordenado ao sacerdócio pelo Bispo William Murphy em 15 de Junho de 1946.
Ele então serviu como um pastor associado na Igreja de São José em Saginaw até 1947, de onde ele foi para Roma para continuar seus estudos. Ele obteve um doutorado em direito canônico pela Pontifícia Universidade Lateranense em 1950, e um doutorado em teologia pela Pontifícia Universidade de Santo Tomás de Aquino (Angelicum) em 1951. Ao voltar para os Estados Unidos, ele serviu como secretário de Bispo Estêvão Stanislau Woznicki de 1951 a 1966. Ele também foi o reitor fundadordo Seminário de São Paulo, que foi fechado em 1970. De 1962 a 1965, participou do Concílio Vaticano II como perito para o Bispo Woznicki. Ele foi elevado ao posto de Prelado Nacional de Sua Santidade em 31 de outubro de 1963.

## Carreira episcopal
Em 18 de fevereiro de 1967, Hickey foi nomeado Bispo Auxiliar de Saginaw e Bispo Titular de Taraqua pelo Papa Paulo VI . Ele recebeu sua consagração episcopal no dia 14 de abril seguinte do arcebispo John Francis Dearden , com os bispos Woznicki e Stephen Aloysius Leven servindo como co-consagradores , na Catedral de Santa Maria . Ele selecionou como seu lema episcopal : Veritatem In Caritate , significando "Verdade na Caridade" ( Efésios 4:15 ).
Hickey atuou como Presidente da Formação Sacerdotal na Conferência dos Bispos Católicos dos Estados Unidos de 1968 a 1969. Em março de 1969, tornou-se reitor do Pontifício Colégio Norte-Americano em Roma, onde supervisionaria a formação de seminaristas americanos para o próximos cinco anos.

### Bispo de Cleveland
Hickey foi posteriormente nomeado o oitavo bispo de Cleveland , Ohio , em 31 de maio de 1974. Substituindo o bispo Clarence George Issenmann , ele foi formalmente instalado em 16 de julho daquele ano. Durante seu mandato em Cleveland, ele foi um dos principais defensores da unidade racial e tornou-se ativo em questões de justiça envolvendo El Salvador . Em 1980, ele viajou para El Salvador para participar do funeral do falecido Arcebispo Óscar Romero . Irmã Dorothy Kazel e Jean Donovan , duas mulheres que Hickey tinha encomendado para servir como missionáriosem El Salvador foram assassinados mais tarde ; ele manteve suas fotografias na parede de sua capela privada pelo resto de sua vida.

### Arcebispo de Washington
O papa João Paulo II promoveu Hickey ao arcebispo de Washington, DC em 17 de junho de 1980. Durante os anos 1980, pressionou membros do Congresso dos Estados Unidos a pararem de enviar ajuda aos Contras na Nicarágua e pressionou seus colegas a tomarem posição firme contra os contras. aumento dos gastos militares e a favor do desarmamento nuclear . Ele foi um dos primeiros bispos americanos a abordar a questão do abuso sexual pelo clero , que se tornaria um escândalo nacional em 2002.
Durante a Guerra Civil salvadorenha , Hickey se opôs ao apoio do governo Reagan ao governo militar de El Salvador. Em 1981, o Arcebispo disse ao Subcomitê de Assuntos Interamericanos: "Nossa posição é se opor à ajuda militar e à intervenção de todas as potências externas". Ele temia uma aquisição comunista em El Salvador, mas se opunha a enviar assistência militar, acreditando que tais armas fortaleceriam elementos repressivos nas forças de segurança. Em 1983, ele foi enviado por João Paulo II em uma visitação apostólica para investigar abusos litúrgicos na Arquidiocese de Seattle., então liderado por Raymond Hunthausen . Comentando sobre a visitação, Hickey disse: "Não foi fácil, você sabe." 

### Contracepção e aborto
Ele suspendeu o financiamento arquidiocesano para um centro de gravidez em crise em College Park, MD, depois que se recusou a interromper a distribuição de contraceptivos .

### Clero dissidente
Como chanceler da Universidade Católica da América , Hickey lidou com a expulsão de Charles Curran a partir da universidade faculdade em 1987. Em 1989, ele excomungou o cismático americano Africano sacerdote, George Augustus Stallings , após a última abandonou a Igreja Católica para formar sua própria congregação religiosa .

### HIV / AIDS
Hickey e o reverendo Michael Peterson, um psiquiatra gay que morreu de Aids, no qual o cardeal contava como conselheiro no tratamento de padres pedófilos , escreveu uma carta conjunta em 1987 aos bispos americanos que reconheciam o diagnóstico de Peterson; Hickey escreveu: "A doença do padre Peterson nos lembra de maneira pessoal a terrível tragédia humana da AIDS em nosso meio. Seu sofrimento nos desafia a alcançar com convicção e compaixão renovada aqueles com AIDS e suas famílias e amigos".

### Pena capital
No início de 2000, seguindo os apelos do papa para os católicos se oporem à pena de morte , Hickey apelou ao governador de Maryland, Parris Glendening, para comutar a sentença de morte de Eugene Colvin-El.

## Morte
Hickey morreu no Lar Jeanne Jugan das Irmãs Pequenas dos Pobres em Washington, DC , aos 84 anos. Depois de uma missa fúnebre no Santuário Nacional da Imaculada Conceição , ele foi enterrado na Capela de São Francisco em St. Catedral de Mateus . Quando perguntado pelo The Washington Postem 1989, o que ele gostaria que as pessoas falassem sobre ele depois de sua morte, o Cardeal respondeu: "Primeiro, gostaria que dissessem que ele sempre foi leal à sua Igreja. Segundo, que ele era amigo da educação católica. E terceiro, se eles não querem dizer os dois primeiros, pelo menos eu espero que eles cinzelem a pedra: 'Ele serviu aos pobres' ”.

## Citações
"Nos anos que restam para mim, devo me esforçar para ser um pastor atencioso , um professor fiel, um pai e irmão amoroso e um verdadeiro servo do povo de Deus no Distrito de Columbia e nos cinco condados de Maryland . Eu sou verdadeiramente honrado, muito humilde e profundamente grato que o nosso Santo Padre, o Papa João Paulo II , me escolheu para servir como um cardeal da igreja ". (Disse sobre sua concessão como cardeal em 1988).
"Nós abrigamos os sem-teto, educamos os famintos por conhecimento e cuidamos dos doentes não porque são católicos, mas porque somos católicos. Eles são Jesus disfarçados".